# سبيل صاحب الطابع
سبيل صاحب الطابع هو معلم أثري تونسي مصنف من قبل المعهد الوطني للتراث يقع في ولاية باجة في الشمال الغربي التونسي، تحديدا في باجة تم تصنيف المعلم في يوم 3 مارس 1915.

## مقالات ذات صلة
- قائمة المعالم الأثرية المصنفة في تونس